# Цакуль, Михаил Христофорович
Михаи́л Христофо́рович Ца́куль (пол. Michał Cakul; 11 [23] октября 1885, Ревель — 21 августа 1937, Москва) — католический священник, первый и единственный настоятель московского храма Непорочного Зачатия Девы Марии до его закрытия в 1930-е годы, деятель Католической церкви в России, жертва политических репрессий в СССР.

## Биография
Родился в Ревеле (совр. Таллин) в семье польского происхождения. С ранних лет прислуживал в католическом храме, в 1901 году поступил в Санкт-Петербургскую Римско-католическую семинарию. Большое влияние на него во время обучения оказало знакомство со священником Константином Будкевичем.
В 1908 году после успешного окончания семинарии был рукоположен в священники в храме Святой Екатерины митрополитом Аполлинарием Внуковским. После рукоположения служил в Гомеле и селе Рудня-Шлягина, в 1912—1916 годах занимал пост настоятеля католической церкви в Симбирске.
После 1917 года служил в Москве, в храмах апостолов Петра и Павла и Непорочного Зачатия Девы Марии.
Несмотря на то, что московский храм Непорочного Зачатия был освящён ещё в 1911 году, он носил статус филиальной церкви и не имел собственного настоятеля. Только в 1919 году он получил автономный статус и своего настоятеля, которым стал священник Михаил Цакуль. Помимо обязанностей настоятеля он также исполнял обязанности капеллана московского польского центра. Состоял в дружеских отношениях со священником и поэтом Сергеем Соловьёвым.
В 1920-х годах на Католическую церковь обрушились репрессии со стороны советской власти. Цакуль трижды арестовывался (в 1924, 1927 и 1929 годах), но каждый раз его через некоторое время освобождали. В 1931 году был вновь арестован по групповому делу духовенства и мирян католических приходов Москвы, арестованные обвинялись «в связях с отдельными сотрудниками польского посольства» и в «воспитании детей в антисоветском духе».
Был приговорён к ссылке и выслан в Тамбов. Двумя годами позже получил разрешение вернуться в Москву, где возобновил священническое служение.
3 мая 1937 года был арестован «за проведение мессы в день польского национального праздника по просьбе польского посла» и другую «незаконную религиозную деятельность». Содержался в Бутырской тюрьме. 21 августа 1937 года был приговорён к расстрелу по обвинению в «шпионаже, создании шпионской сети на территории СССР для работы на польскую разведку и участии в диверсионно-террористической организации», в тот же день приговор был приведён в исполнение. Похоронен на Донском кладбище в общей могиле № 1 среди других жертв репрессий.
Храм Непорочного Зачатия был закрыт вскоре после казни настоятеля и возрождён лишь в конце XX века.